# Pogány György (operaénekes)
Pogány György, Putzer (Pécs, 1882. március 26. – Budapest, 1924. március 27.) operaénekes (tenor).

## Életútja
Putzer (Pogány) Antal borkereskedő és Schneid Karolina fiaként született. Putzer családi nevét 1903-ban Pogányra változtatta. Előbb Bernben lépett színpadra, 1909. november havában, a »Sámson és Delila« Sámson szerepében, amidőn a kritika egyhangú magasztalással írt a fiatal énekes szépen csengő, üde tenor hangjáról, kitűnő iskolázottságáról, zenei biztonságáról, ízléses előadásáról és kifejező játékáról. Pályája nálunk 1911-ben az akkor alakult Népoperánál kezdődött, ahol nagy reményeket fűztek értékes orgánumához. A »Quo vadis?«-ban mutatkozott be és szép sikerrel adta Meister Vilmos, Manrico, Alfréd, Don José szerepeit. Később külföldön működött, 1913-ban Hamburgban, azután Berlinben volt az ottani Opera tagja. Ezután Párizsban a Opera Garnierben énekelt. A világháború  miatt hazajött, majd az Operaházhoz szerződött és Lohengrint, Siegfriedet, Radamest, Bánk bánt énekelte. 1912. július 16-án Újpesten feleségül vette Andrejka Margit Terézia operaénekesnőt (szül. 1886. aug. 22.). 1916. május 13-án a Magyar Királyi Operaházban fellépett mint vendég a »Carmen« Don José-jában, 1924-ben a Városi Színházban Asszad és Faust voltak újabb szerepei. Halálát pokolvar (carbunculus) okozta. Pázmán Ferenc búcsúztatta, és az Operaház saját halottjának tekintette.

## Forrás
- Magyar Színművészeti Lexikon (1929-1931, szerk. Schöpflin Aladár)